# Неспортивное поведение

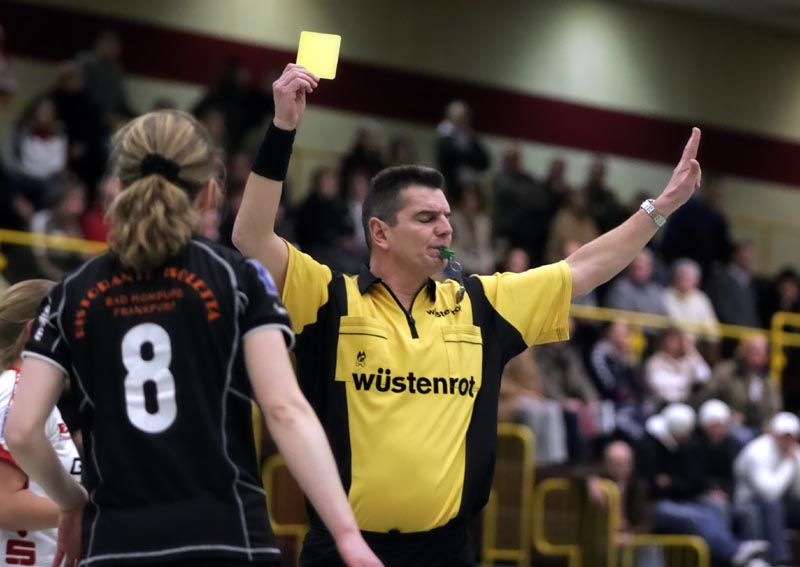
Жёлтая карточка в гандбольном матче

Неспортивное поведение или недисциплинированное поведение  — разновидность нарушения правил в разных видах спорта, заключающаяся в несоблюдении определённых этических и моральных законов спорта (т. н. фейр-плей или принципов честной игры). Примерами неспортивного поведения являются словесные оскорбления, насмешка над оппонентом, споры с судьями, чрезмерно эмоциональное празднование набранного очка в матче или симулирование травмы. Официальные правила многих видов спорта предусматривают серьёзное наказание за подобные проступки.

## Примеры

### Футбол
В футболе неспортивное поведение является одним из нарушений, за которое, согласно правилу 12 официальных Правил игры в футбол, игроку может быть показана жёлтая карточка. Это понятие трактуется весьма вольно и чаще включает в себя те нарушения правил, которые являются достаточно серьёзными и наказываются жёлтой карточкой, но за которые судья не может показать прямую красную карточку. В частности, сюда попадают чрезмерно эмоциональные празднования забитого гола — жёлтая карточка показывается судьями игрокам, которые, празднуя забитый гол, сняли с себя майку (с 2004 года, согласно решению ФИФА, за это игрок получает жёлтую карточку). Также примером неспортивного поведения, караемым жёлтой карточкой, являются разнообразные симуляции (так называемые «нырки»), когда игрок, порой даже не контактируя с игроком противника, картинно падает, внушая судье, что против него велась силовая борьба с нарушением правил.
Согласно одной из трактовок Правила 12, предупреждения за неспортивное поведение могут быть вынесены игроку, который совершает одно из следующих нарушений правил:
- задерживает соперника с целью оттянуть его от мяча или не дать ему овладеть мячом;
- совершает в беспечной манере нарушение, за которое команда наказывается штрафным ударом;
- совершает нарушение с целью сорвать перспективную атаку или помешать противнику своими действиями провести его;
- играет рукой, мешая сопернику овладеть мячом или развить атаку, либо же пытаясь забить гол;
- симулирует травму или делает вид, что против него был совершён фол;
- меняется местами с вратарем во время игры (или без разрешения арбитра);
- открыто проявляет неуважение к игре;
- после разрешения от арбитра покинуть поле играет мячом, покидая поле;
- в словесной форме отвлекает соперника во время игры или при возобновлении игры;
- делает на поле для игры запрещённые разметки.

### Хоккей с шайбой
В сезоне 2015/2016 правилами игры в хоккей КХЛ и МХЛ определялись несколько случаев неспортивного поведения. Хоккейный судья сигнализирует о неспортивном поведении, располагая обе руки на бёдрах. Согласно правилу 419, неспортивным поведением признавались случаи, если вратарь перед заменой умышленно оставлял перед воротами любой предмет (в том числе клюшку), нагребал снег или создавал другие препятствия в воротах, что не позволяло шайбе попасть туда. Если вратарь был на льду в момент остановки игры, то за это противоположная команда получала право на буллит, если вратаря не было — нарушившей команде засчитывался пропущенный гол.
Правилом 550 за оскорбления в адрес судей или иное неспортивное поведение игрока могли наказать разным штрафом, начиная от малого скамеечного штрафа и заканчивая удалением до конца игры и дисквалификацией. В частности, 2 минуты давались игроку, если он направлял снег и осколки льда в лицо вратаря, когда тот прижимал шайбу ко льду. На 10 минут игрок мог быть удалён за следующие нарушения:
- споры с судьями;
- недисциплинированное поведение (оскорбления в адрес игроков и судей);
- умышленный отброс шайбы от судьи или умышленный бросок в сторону судьи в знак протеста против решения;
- пребывание в площади судьи, когда главный арбитр разговаривал с другим судьёй;
- удар по борту или стеклу клюшкой в любое время матча в знак протеста против решения;
- отказ уходить на скамейку запасных или раздевалку после драки или стычки;
- провокация соперника на нарушение правил;
- празднование гола с проезжанием мимо скамейки запасных команды-противника и провокационными репликами или жестами в адрес пропустившей команды.

Согласно этому же правилу, до конца игры хоккеиста могут удалить за:
- систематическое несоблюдение правил, за которое игрок удалялся на 10 минут;
- нецензурная брань или нанесение оскорблений в адрес игроков и персонала на основании национальной или расовой неприязни;
- драку с судьёй (в том числе с нанесением травмы) и умышленными бросками предметов в судью;
- оскорбительное поведение, мешающее проведению матча;
- оскорбительные жесты в адрес находящихся на льду лиц (в том числе плевки).

Могут иметь случаи, когда находящийся вне льда игрок бросил клюшку или любой другой предмет на лёд со скамейки запасных или штрафников. Если его личность удаётся установить, он получает формально 2 минуты удаления и удаление до конца игры. Если же личность этого игрока не установлена, то на команду налагается малый скамеечный штраф (2 минуты в меньшинстве).
Правилом 551 наказываются представители команды за оскорбления в адрес судей и неспортивное поведение. В частности, за оскорбления арбитров, вмешательства в их дела или удары по борту клюшкой (или иными предметами) команда получала 2-минутное удаление, а если представитель не успокаивался и продолжал так себя вести, то удалялся до конца матча. Удаление до конца матча выписывалось представителю команды, наносившего оскорбления на основании национальной или расовой неприязни; дравшегося с судьёй; показывавшего оскорбительные жесты (в том числе плевавшегося) или мешавшего проведению встречи. Если официальное лицо бросало какой-либо предмет на игровую поверхность и нарушителя удавалось установить, то на него налагался малый скамеечный штраф (2 минуты) и удаление до конца матча; если же нарушитель не устанавливался, то наказывалась малым скамеечным штрафом вся команда.
В Правилах НХЛ неспортивное поведение описывается Правилом 75, согласно которому игрок удаляется на две минуты за подобные действия: от полевых игроков, вратарей и персонала команды требуется пресекать подобные поступки как на льду, так и вне льда. При этом хоккейные драки не классифицируются как проявление неспортивного поведения.

### Регби
В Правилах игры в регби Правило 9 «Грубая игра», раздел «Нечестная игра», пункт 7 определяет четыре нарушения, которые можно считать проявлением неспортивного поведения. Штрафным ударом наказываются намеренные нарушения правил игры; намеренные попытки отбить, положить, оттолкнуть или бросить мяч рукой из игровой площади; попытки симуляции. Свободным ударом команда наказывается за затяжку времени.

### Баскетбол
Неспортивный фол в баскетболе выносится игроку за игровые нарушения, а именно в случае, если игрок не пытался сыграть законным образом непосредственно в мяч. Такие фолы назначаются в случае грубого нарушения правил, способного привести к травме игрока, или заведомо умышленного фола с целью сорвать атаку в ситуации, когда атакующая команда с высокой долей вероятности может поразить кольцо. За это провинившаяся команда наказывается штрафным броском. Фол является в данном случае персональным.
Технический фол часто путают с неспортивным фолом: такой фол выносится за неспортивное поведение. В частности, техническим фолом команда наказывается за неуважительное обращение к игрокам соперника, судьям или комиссару матча; различные оскорбительные или провокационные жесты; задержку игры; выход человека на игровую площадку без разрешения судьи. Технический фол может быть выписан как баскетболисту на площадке, так и представителю скамейки. После назначения технического фола команда наказывается также штрафным броском.

### Теннис
К неспортивному поведению в теннисе относятся швыряние ракеткой (в том числе попытка её сломать) или удар ракеткой по какому-то объекту на поле, умышленное швыряние мяча на трибуны (в том числе попадание мячом в судью), оскорбления в адрес судей и постоянные крики с целью вывести противника из себя. Как правило, игрока могут наказать устным предупреждением, однако имеют место случаи, когда его наказывают проигранным геймом (Серена Уильямс против Ким Клейстерс, US Open 2009) или даже дисквалификацией.
В 2012 году на турнире ATP в Лондоне Давид Налбандян играл в финале против Марина Чилича. После приёма навылет на брейк-пойнте от Чилича рассерженный Налбандян ударил по рекламному щиту, за которым сидел линейный арбитр, и в итоге пластиковая конструкция разлетелась, поранив арбитра в ногу. Налбандян был мгновенно дисквалифицирован, но принёс извинения за свой необдуманный поступок, заявив, что не хотел нанести травму.

### Крикет
В крикете неспортивное поведение является грубым нарушением «духа игры». В предисловии к Правилам игры перечисляются конкретные действия, которые могут нанести вред «духу игры»; полный их список с нарушениями представлен в Кодексе поведения ICC. Поскольку в крикете уважительное поведение является обязательным условием проведения игр, в английском языке появилось выражение «It's not cricket», означающее «так несправедливо, так нечестно» и использующееся во всех сферах жизни. В крикете любые формы словесных оскорблений и провокаций, с помощью которых игроки команды пытаются вывести противника из себя и сорвать их действия, называются «следжинг». Споры о том, признавать это неспортивным поведением или нет, продолжаются до сих пор: сторонники следжинга настаивают, что эти действия стоит расценивать только как шутку, а не как нападки на игроков.

### Американский футбол
В американском футболе за неспортивное поведение команда после завершения розыгрыша наказывается 15-ярдовым штрафом. Если это произошло после набора очков, 15-ярдовый штраф назначается при кик-оффе. Обычно под неспортивным поведением понимаются чрезмерно эмоциональное празднование тачдауна; провокационные реплики в адрес противника; снятие игроком шлема во время розыгрыша или между розыгрышами; драка всех против всех (когда запасные игроки включаются в драку). За скандальное поведение (например, драку с судьёй) игрока могут удалить с поля. По правилам НФЛ и NCAA за два фола с проявлением неспортивного поведения игрок удаляется с поля. Судья сигнализирует о неспортивном поведении двумя протянутыми руками с ладонями вниз. За оскорбления противника, споры с противником или оскорбления в адрес судей могут быть наказаны и тренеры. При этом за два нарушения с неспортивным поведением тренеры не могут быть удалены.
В канадском футболе неспортивное поведение наказывается двумя штрафами. За нарушения правил без грубой игры судья назначает 10-ярдовый штраф (в американском индор-футболе из-за небольших размеров любые проявления неспортивного поведения наказываются 10-ярдовым штрафом), за грубую игру и оскорбительное поведение назначается 25-ярдовый штраф.

### Лякросс
В лякроссе на поле (см. лякросс) к неспортивному поведению относят споры с судьёй, а также оскорбления и провокации в адрес игроков (нарушивший правила игрок получает персональное замечание). За неспортивное поведение наказываются не только игроки (в том числе и за постоянные нарушения), но и посторонние люди, выбегающие на поле. Нарушитель может удаляться на одну или три минуты (обычно штраф не снимается забитым голом), однако там, где не было словесных оскорблений или оскорбительного поведения, нарушение может быть снято забитым голом. В школьных турнирах за два проявления неспортивного поведения против одного и того же игрока нарушитель автоматически удаляется на три минуты в зону для штрафников. После истечения этого времени нарушившего правила игрока должны увести с поля, а команда заменяет его на поле: нарушитель покидает поле до конца матча.

### Автоспорт
В Формуле-1 указанием на неспортивное поведение является чёрно-белый флаг, разделённый пополам по диагонали. Флаг показывается гонщику за такие случаи неспортивного поведения, как срезание поворотов или опасные манёвры. Под неспортивным поведением иногда понимается и отказ пропустить соперника, за что пилот предупреждается синим флагом. Инциденты, происходящие после гонки, также могут классифицироваться как неспортивное поведение.
В Формуле-2 примером неспортивного поведения стал случай, когда в 2020 году на этапе в Бельгии россиянин Никита Мазепин, останавливаясь в закрытом парке, задел табличку со вторым номером, которая чуть не отлетела в Юки Цунода: Мазепин получил штраф в 5 секунд, лишившись победы и отдав её Цуноде, а также получил условный штраф в виде потери 5 позиций на стартовой решётке.
В правилах автогонок NASCAR раздел 12.4 запрещает гонщикам совершать действия, «наносящие вред автогонщикам». В 2013 году обвинения в манипуляции регламентом были предъявлены автогоночной команде Michael Waltrip Racing за попытку вывести Мартина Труэкса-младшего в следующий раунд плей-офф NASCAR.

## Договорные матчи
Договорные матчи являются разновидностью неспортивного поведения, особенно в случае, если один из игроков на групповом этапе умышленно проигрывает, сводит матч вничью или одерживает победу с определённым счётом, чтобы попасть на более слабую команду в первом раунде плей-офф. К таким относятся матчи без турнирного значения: в 2012 году  на Олимпиаде в Лондоне в рамках турнира по бадминтону несколько спортсменов получили дисквалификацию за подобные манипуляции.